# Falkenstein (Sajonia-Anhalt)
Falkenstein (pronunciación en alemán: /ˈfalkn̩ˌʃtaɪ̯n/ⓘ) es un municipio situado en el distrito de Harz, en el estado federado de Sajonia-Anhalt (Alemania), a una altitud de 200 metros. Su población a finales de 2015 era de unos 5500 habitantes y su densidad poblacional, 54 hab/km².